# صياد الجراد
صياد الجراد أو المينة (الاسم العلمي: Acridotheres)، جنس من الزرزوريات. تكثر في المناطق المدارية مثل جنوب آسيا من إيران شرقا إلى الصين واندونيسيا جنوبا. ودخل نوعين آخرين من هذا الجنس على نطاق واسع في أماكن أخرى. دخلت المينة الشائعة في جنوب أفريقيا، فلسطين، هاواي، أمريكا الشمالية، أستراليا ونيوزيلندا، ودخلت المينة متوجة لمنطقة فانكوفر في كولومبيا البريطانية.